# Yekepa
Yekepa est une ville du comté de Nimba, au Libéria. Elle est située au nord du pays, à proximité de la frontière avec la Guinée. Sa population est estimée à 11 013 habitants en 2008 .

## Histoire
Yekepa était la base de Lamco, la société qui exploitait un gisement de fer, jusqu'à sa destruction au cours de la guerre civile au Libéria. À proximité, Guesthouse Hill est l'un des points les plus élevés du pays. La réhabilitation de la ville minière, autrefois prospère, a été entreprise par Arcelor Mittal, le géant de l'acier. La société a reçu le feu vert en mai 2007 après de nombreuses controverses. On a commencé la reconstruction de l'hôpital, des écoles et de la cité.
La première phase d'investissement, d'un montant d'un milliard de dollars, a essentiellement consisté en la remise en service de la ligne de chemin de fer Yekepa-Buchanan et la construction d’infrastructures pour accueillir les travailleurs. Mais la crise économique de 2008 a fortement ralenti le rythme d'investissement. En 2013 a été lancée la deuxième phase d'investissements, destinée à porter la capacité de production du minerai de fer de 4  à   15 millions de tonnes annuelles à l'horizon 2015, consiste en l'augmentation des capacités de chargement du port de Buchanan et la construction d'une usine d'enrichissement du minerai à Yekepa.

## Transports
Une voie ferrée longue de 275 km relie Yekepa au port de Buchanan, sur la côte. 

## Personnalité en rapport avec la ville
- Jeremiah Koung, né à Yekepa en 1978.